# Laurent Proux
Laurent Proux est un peintre français né en 1980 à Versailles.

## Biographie
Laurent Proux est né en 1980, il étudie à l’Ecole Nationale des Beaux-Arts de Lyon dont il sort diplômé en 2006 ainsi qu'à la Hochschule für Bildende Künste de Hambourg. 
Peintre et dessinateur travaillant le plus souvent les grands formats, il s’attache à montrer le monde industriel. Laurent Proux produit des représentations de ces espaces (usines, ateliers, entrepôts) qui cherchent à résoudre le conflit entre le corps et l’espace.
Il enseigne à l’Institut Supérieur d’Art de Toulouse.
Ses œuvres sont dans les collections publiques de lieux comme le Fonds régional d’art contemporain Occitanie Montpellier, le Centre national des arts plastiques (CNAP) ou le Fonds municipal d’art contemporain de la Ville de Paris.
En 2022, il est résident de la Casa de Velasquez. Son travail a fait l’objet d’expositions au Mana Contemporay Chicago, au Shanghai Art Museum, au Center for Contemporary Arts de Moscou, au Musée d’art contemporain de Lyon, au FRAC Limousin à Limoges.

## Publications
- L'Homme et la machine, Laurent Proux, Atelier iii, Tokyo, 2016[9]

## Expositions

### Expositions personnelles[10]
2009
- Laurent Proux, Semiose, Paris
- Call Boxes, L’attrape-couleurs, Lyon

2010 
- Laurent Proux, Semiose, Paris

2013
- One Piece at a Time, Semiose, Paris

2014
- L’homme et la machine, Galerie du collège Marcel Duchamp, École municipale des beaux-arts, Châteauroux

2015
- Main invisible, Semiose, Paris

2017
- Line-Off Ceremony, Semiose, Paris

2018
- Jungle Métallique, Lieu-Commun, Festival : Le Printemps de Septembre,

2019
- Chicago Drawings, Mana Contemporay Chicago, Chicago (USA)

2021
- Soft Grass, Semiose, Paris (FR)[11]

2022
- Secrets in the Clouds, The Cabin, Los Angeles (US)
- Salt, Tinimini Room, Dordrecht (NL)

2023
- Sunburn, Semiose, Paris (FR)

2024
- I’d put you in a mirror, GNYP Gallery, Berlin (DE)[12]

### Expositions collectives
2006
- Travaux en cours, École Supérieure d’Art et de Design, Saint-Étienne
- Switch On The Light Before Sleeping, Galerie der Künste Berlin, Berlin

2007
- Jahresausstellung, Hochschule für Bildende Künste, Hamburg
- Rendez-vous 07, Les Subsistances, École nationale des Beaux-Arts de Lyon
- Les enfants du sabbat 8, Le creux de l’enfer - centre d’art contemporain, Thiers

2009
- Extra-Muros, galerie Épisodique, Paris
- Rendez-vous 08, Shanghaï Art Museum, Shangaï
- Market Gestures, Interconti, Hamburg

2010
- Vis-à-Vis, National Center for Contemporary Arts, Moscou
- Vis-à-Vis, rencontre entre la jeune création russe et française, Musée d’Art Contemporain, Lyon
- Architectures en lignes, Musée Régional d’Art Contemporain Languedoc-Roussillon, Sérignan

2011 
- Laurent Proux, Bruno Rousselot, Salon du Dessin, Semiose, Paris, France
- Galerie l’Éclair au centre Étienne Leclerc de Tonnerre, Tonnerre

2012
- New Smoke From Old Fire, Hamburg
- Close Range, Leipzig

2014
- Tableaux, Semiose, Paris

2015
- Ligne aveugle, Institut supérieur des beaux-arts de Besançon
- Fantômes dans la machine, Fonds régional d’art contemporain Limousin, Limoges
- Intellekt und Humor, Westpol A.I.R. Space, Leipzig
- Tableaux, conversations sur la peinture, Fonds régional d’art contemporain Limousin, Limoges

2016
- J’ai entendu dire, Immanence, Paris
- Passage 2 (Lyon/Leipzig), Werschauhalle, Leipziger Baumwollspinnerei, Leipzig
- No Cover, Arti et Amicitiae, Amsterdam

2017
- Les tournesols, cur. Frédéric Houvert, Escalier B, Galeries des Étables, Bordeaux

2018
- Huit heures ne font pas un jour, cur. Anne Renaud, Benjamin Collet, Atelier Sumo, Lyon
- Activité permanente, cur. David Coste, Émilie Flory, Laurent Proux, Cécile Poblon, le BBB centre d’art, Toulouse

2019
- Mobile/Immobile, cur. Hélène Jagot, François Michaud, Pierre Fournié, Christophe Gay, Sylvie Lavandriève, Vincent Kaufmann, Archives nationales, Paris

2020
- Phase IV: Intersections - Art / Architecture, Stephen Lawrence Gallery - University of Greenwich, London (UK)

2021
- “Les apparences” 50 peintres contemporains de la scène française, Àcentmètresducentredumonde, Centre d'art contemporain, Perpignan (FR)[13]

- Peinture au mètre, Espace à vendre, Nice (FR)

2022
- The Disorganized Body - Curated by. cur. Frédéric Bonnet, Zeller van Almisick, Vienna (AT)

- Lost In A Spectacle, cur. Sasha Bogojev, Woaw gallery, Beijing (CN)

- Exposition du printemps 2022, Le Manoir, Mouthier-Haute-Pierre (FR)

- GESTALT, Àcentmètresducentredumonde, Centre d'art contemporain, Perpignan (FR)[14]

- Collection en mouvement, Un tableau d’expositionS, FRAC-Artothèque Nouvelle-Aquitaine, Le Palais-sur-Vienne (FR)
- En sí, para ti, más allá, cur. María Santoyo, Institut français de Madrid, Madrid (ES)

2023
- Voir en peinture, la jeune figuration en France, cur. Anne Dary, Musée d'art moderne et contemporain, Abbaye Sainte-Croix, Les Sables-d'Olonne (FR), Musée Estrine, Saint-Rémy-de-Provence (FR), Musée des beaux-arts de Dole, Dole (FR)

- Immortelle, cur. Numa Hambursin and Amélie Adamo, MO.CO., Montpellier (FR)[15]

- ¡Es un placer conocerte!, Artistas de Casa de Velázquez, Espacio Cruce, Madrid (ES)[16]
- Souvenir Nouveau, cur. Anne Bonnin, Le Grand Café, Saint-Nazaire (FR)[17]
- Itinérance, Casa de Velázquez, Madrid (SP)
- All Walks of Life, Pace Gallery, Hong Kong (HK)

2024
- Bathers, MORE Museum, Gorssel (NL)
- There Is Something Odd ..., Christine Koenig galerie, Vienna (AT)
- Les chambres de verre - artistes de la Casa de Velázquez, Académie des Beaux-Arts, Paris (FR)[18]